# سام شيرر
سام شيرر (بالإنجليزية: Sam Shearer)‏ (29 ديسمبر 1883 في المملكة المتحدة - 1 سبتمبر 1971 في الولايات المتحدة) هو لاعب كرة قدم بريطاني (وحمل سابقاً جنسية المملكة المتحدة لبريطانيا العظمى وأيرلندا) في مركز الهجوم. لعب مع نادي ساوثهامبتون وNithsdale Wanderers F.C. ‏ ونادي برادفورد بارك أفنيو.